# Gary Yershon
Gary Bernard Stewart Yershon (Londres, 2 de novembro de 1954) é um compositor inglês. Como reconhecimento, foi nomeado ao Oscar 2015 na categoria de Melhor Trilha Sonora por Mr. Turner.